# Luis Malagón
Luis Ángel Malagón Velázquez (* 2. März 1997 in Zamora, Michoacán) ist ein mexikanischer Fußballspieler auf der Position eines Torwarts.

## Leben
2009 schloss Malagón sich im Alter von 12 Jahren dem Nachwuchsbereich von Santos Laguna an, wo zu jener Zeit sein großes Vorbild Oswaldo Sánchez unter Vertrag stand. Nachdem der Verein sich nach vier Jahren von Malagón getrennt hatte, schloss er sich zunächst dem Repräsentanten seiner Heimatstadt, Club Deportivo Zamora, an. Ein Jahr später wechselte Malagón zum im selben Bundesstaat Michoacán beheimateten Club Atlético Monarcas Morelia, bei dem er bessere Entwicklungsmöglichkeiten sah, weil dessen erste Männermannschaft in der höchsten Spielklasse vertreten war.
Bei den Monarcas hütete Malagón zunächst das Tor der U-17- und später der U-20-Mannschaft, bevor er seinen ersten Profivertrag erhielt und in der Saison 2018/19 in den Kader der ersten Mannschaft aufgenommen wurde. Sein Debüt in der höchsten Spielklasse absolviere er am 7. April 2019 in einem Auswärtsspiel beim Puebla FC, das 1:1 endete. Obwohl er für die Monarcas Morelia zu insgesamt 10 Punktspieleinsätzen kam, konnte er sich dort nicht wirklich durchsetzen und nahm daher ein Angebot des Club Necaxa an, zu dem er zu Beginn der Saison 2020/21 wechselte und bei dem er bis Ende des Jahres 2022 blieb. Für die Clausura 2023 unterschrieb er einen Vertrag beim Rekordmeister Club América, mit dem er in den Jahren 2023 und 2024 dreimal in Folge die Meisterschaft gewinnen konnte.

## Erfolge
- CONCACAF-Gold-Cup-Sieger: 2025
- Mexikanischer Meister: Apertura 2023, Clausura 2024, Apertura 2024